# Gare de La Roche-sur-Foron
Gare de La Roche-sur-Foron vasútállomás Franciaországban, La Roche-sur-Foron településen.

## Vasútvonalak
Az állomást az alábbi vasútvonalak érintik:
- Aix-les-Bains-Annemasse-vasútvonal
- La Roche-sur-Foron–Saint-Gervais-vasútvonal

## Kapcsolódó állomások
A vasútállomáshoz az alábbi állomások vannak a legközelebb:
- Gare de Groisy-Thorens-la-Caille (Gare d’Annecy, Aix-les-Bains-Annemasse-vasútvonal, Léman Express Line 2)
- Gare de Saint-Pierre-en-Faucigny (Gare de Saint-Gervais-les-Bains-Le Fayet, La Roche-sur-Foron–Saint-Gervais-vasútvonal, Léman Express Line 3)
- Gare de Reignier (Coppet vasútállomás, Aix-les-Bains-Annemasse-vasútvonal, Léman Express Line 2, Léman Express Line 3)